# 馬爾他國家圖書館
馬爾他國家圖書館是位於地中海島嶼國家马耳他瓦莱塔共和國廣場的參考圖書館，亦是馬爾他的國家圖書館。圖書館由時任醫院騎士團大教長伊曼努爾·德·魯昂-岥督於1776年創立，當時館藏路易·蓋因·德·唐森（Louis Guérin de Tencin）騎士所原有的書籍。圖書館自1925年起開展法定送存工作，並與马耳他大学共同擁有最大規模的馬爾他相關館藏。圖書館也藏有医院骑士团、姆迪納大學和法勒他大學的檔案。
圖書館位於法勒他市中心近大教长宫的一座18世紀末新古典主义建筑内，該建築由波兰裔意大利建築師斯特凡諾·伊塔爾設計，現為馬爾他第一級國定古蹟，並被列入國家馬爾他群島文化財產清單内。圖書館在戈佐岛亦設有分館。

## 歷史

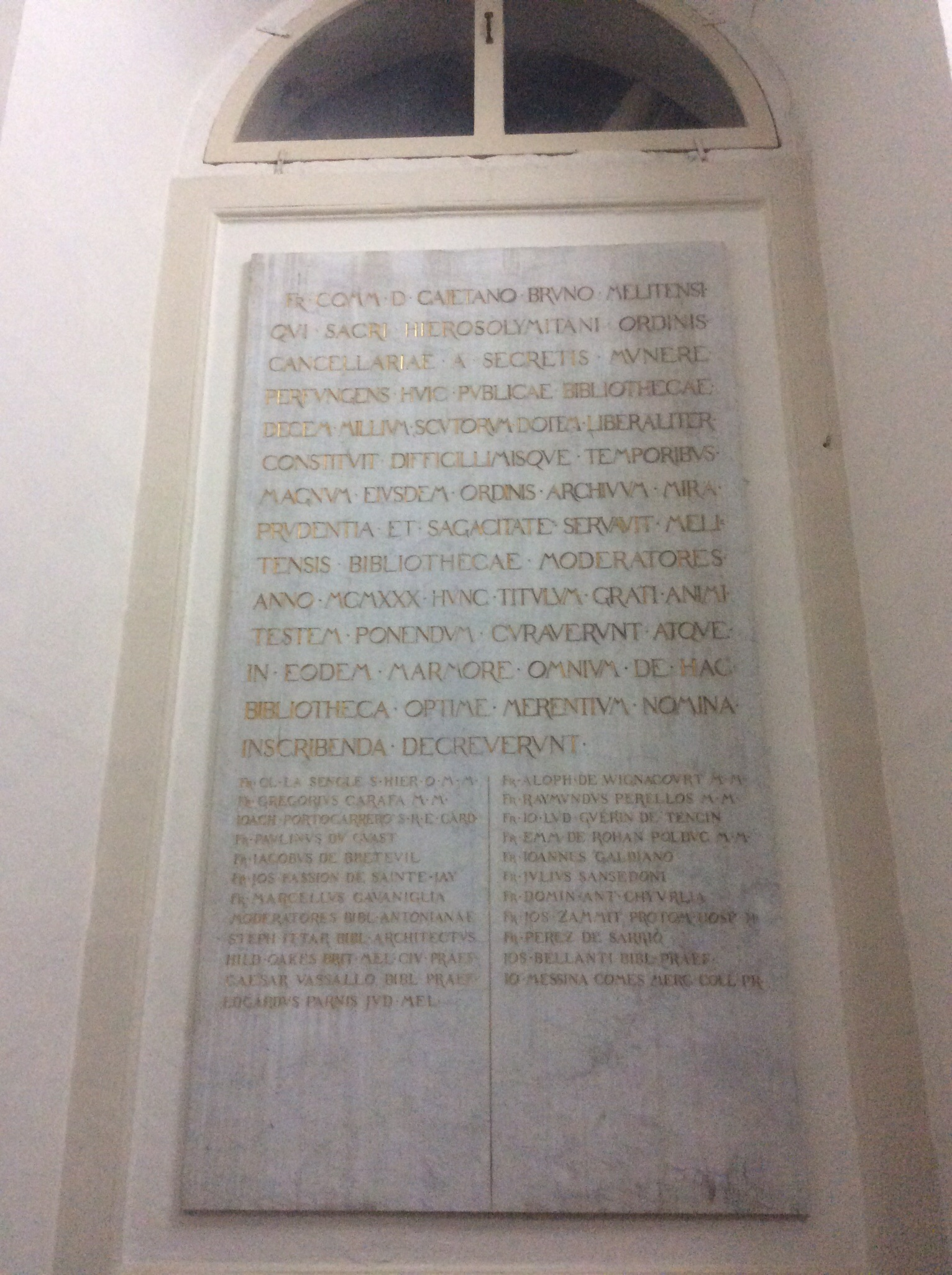
圖書館正廳前的牌匾

馬爾他國家圖書館的歷史可追溯至1555年。其時，時任大教長克勞德·德·森格爾下令將所有屬於醫院騎士團的書籍移交騎士團的書庫。
1760年，路易·蓋因·德·唐森騎士以7000斯庫多購入原屬華金·費爾南德斯·德·波託卡雷羅-門多薩的9700本書籍。一年後，唐森在法勒他科樊桐（Il Forfantone）設立了一所公共圖書館，初期館藏逾19000本書籍，包括唐森自己擁有的書籍、原屬波託卡雷羅的書籍，以及原存於圣若望副主教座堂的書籍，後來騎士團的騎士亦有捐贈書籍予圖書館，使館藏數進一步增加。唐森委任喬瓦尼·彼得羅·弗朗切斯科·阿吉烏斯·德·蘇達尼斯法政牧師為圖書館管理員，並自掏腰包發放其10斯庫多的月薪。唐森於1766年逝世，並未及給予營運圖書館的資金。
1776年，時任大教長伊曼努爾·德·魯昂-岥督正式創立“公共圖書館”（Bibliotheca Publica），圖書館其時又稱“唐森圖書館”（Bibliotheca Tanseana）以紀念唐森。由於科樊桐當時被認為已經過於狹小，並不足以容納新圖書館，魯昂-岥督於1785年任命波蘭裔意大利建築師斯特凡諾·伊塔爾負責設計新的圖書館大樓。圖書館大樓在原騎士團金庫儲藏金條與銀條的“溫室”（Conservatoria）興建。圖書館大樓於1796年完工，但由於受法國入侵馬爾他影響，大樓丟空了幾年，後來曾一度成為陸軍與海軍軍官的俱樂部。圖書館大樓最終於1812年6月4日（即時任英國國王喬治三世的生日）正式由時任馬爾他民事專員希爾德布蘭德·奧克斯啓用，圖書館也自此名為“馬爾他公共圖書館”（Malta Public Library）。
《1925年第2號法令》（Act No. II of 1925）通過後，圖書館成為一所法定送存圖書館。1936年，圖書館獲時任英國國王乔治五世賜予皇家頭銜，改稱“皇家馬爾他圖書館”（Royal Malta Library）。1937年，騎士團的檔案由公共登記處轉移至圖書館。1976年，位於弗洛里亚纳的新公共圖書館啓用，而位於法勒他的圖書館自此轉形為学术及研究图书馆，並更名為“馬爾他國家圖書館”。

## 館舍建築

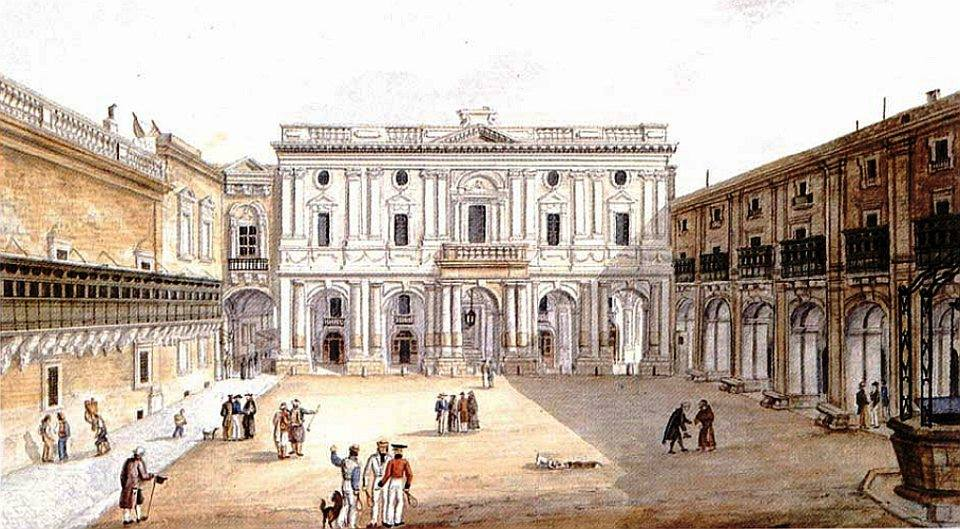
查理·腓特烈·德·博樂陀夫所繪的馬爾他國家圖書館

圖書館大樓由波蘭裔意大利建築師斯特凡諾·伊塔爾設計，屬於馬爾他早期新古典主義建築的例子之一。大樓的立面採用了對稱的多立克柱式和爱奥尼柱式設計。一樓由涼廊支撐，正門在其中央。門廊上方設有陽台，帶有欄杆，由多立克柱和爱奥尼柱支撐。該建築也以其新古典風格紀念性樓梯而聞名，該樓梯從正門延伸至較高樓層。斯特凡諾·伊塔爾是圖書館大樓的主建築師，而其子塞巴斯蒂亞諾·伊塔爾（Sebastiano Ittar）在父親去世之後繼續並完成設計圖書館大樓。圖書館大樓在1932年被列入馬爾他古物名單，並受法律保護。圖書館大樓現為馬爾他第一級國定古蹟，並被列入國家馬爾他群島文化財產清單内。

## 館藏

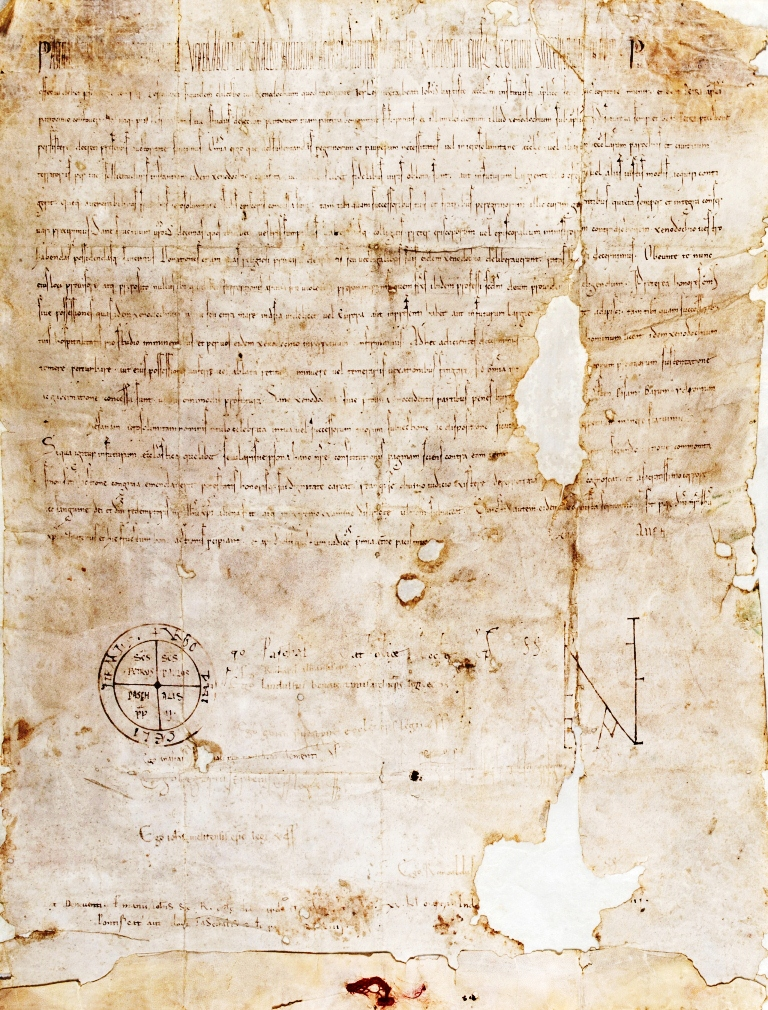
《虔誠願望之請求》（1113年）

馬爾他國家圖書館的館藏包括：由教宗巴斯加二世在1113年頒佈，並確認醫院騎士團的成立的教宗诏书《虔誠願望之請求》、醫院騎士團自中世紀至1798年的完整檔案、醫院騎士團金庫的檔案、姆迪納大學和法勒他大學自1450年至1518年的檔案、1617份抄本和手稿、60份搖籃本、大量的梅利滕西亞（Melitensia，即由馬爾他人所著或與馬爾他有關的書籍、小冊子、報刊等；包括法據馬爾他時期發行的早期馬爾他報刊）、16世紀至20世紀的地圖（包括當地道路、防禦工事及考古遺址的地圖），以及一些精裝書籍（包括為法國國王路易十五專造，後來轉讓給唐森的書籍）。

## 法定送存
《1925年第2號法令》通過後，圖書館成為馬爾他的法定送存圖書館，而其法定送存地位在《2011年馬爾他圖書館法令》（Malta Libraries Act 2011）再度獲得確認。根據馬爾他的法定送存規定，所有馬爾他的作家和出版商必須送存每份出版物的兩份免費副本予館方，其中一份會存放在圖書館總館，另一份則會存放在其哥佐島分館。

## 服務
圖書館在夏季與冬季的開放時間有所不同。在每年的10月1日至翌年的6月15日，圖書館每逢星期一至星期五在上午8時15分至下午5時正、星期六上午8時15分至下午1時正開放；而在每年的6月16日至9月30日，圖書館則每逢星期一至星期六上午8時15分至下午1時15分開放。圖書館每逢每月第三個星期六會延長開放時間至當日下午4時，而逢星期日及公衆假期則不開放。
圖書館在戈佐岛也設有分館。哥佐島分館每逢星期一至星期五在上午7時30分至下午1時半、星期六上午7時30分至下午1時正開放；每年的10月1日至翌年的5月31日期間，哥佐島分館在星期三的下午2時至6時亦開放。哥佐島分館逢星期日及公衆假期與總館一樣不開放。
訪客需要先向安保人員出示有效身份證明文件（包括身份證、駕駛執照或護照），才能取得訪客卡進入圖書館，並只被允許進入訪客區。研究人員需要先在閱讀室的接待處登記，並能出示有效身份證件，才能進入閱讀區。館方會向該等研究人員發放研究人員標籤，而該等研究人員在圖書館工作時隨時都要佩戴。圖書館提供儲物櫃放置包括袋子在内的個人物品，而館方並不對在儲物櫃丟失的物品負責。
使用圖書館閱讀室者須有攜帶閲讀材料進内閲讀。閱讀室有免費Wi-Fi可供使用。閱讀室内嚴禁飲食。圖書館的閱讀室也可用作舉行會議、文學晚會、展覽、舉辦民間婚禮儀式，以及拍攝婚禮前的照片。圖書館内有展覽空間，並設有永久展覽和臨時展覽。圖書館在這方面的目標是：通過展示和闡釋各展品，盡可能地讓更多人對圖書館的館藏和馬爾他的文化遺產有所認知。
圖書館可以提供其館藏的副本予其用戶，但或受版權或其他條件限制。圖書館為社區團體、成人學習者，以及正接受高等教育和專上教育的學生提供導賞團與團體參觀。預約團體參觀者須經電郵向館方申請。導賞團通常長30分鐘至40分鐘。圖書館也歡迎外國和國内的電視台採訪。

## 圖冊

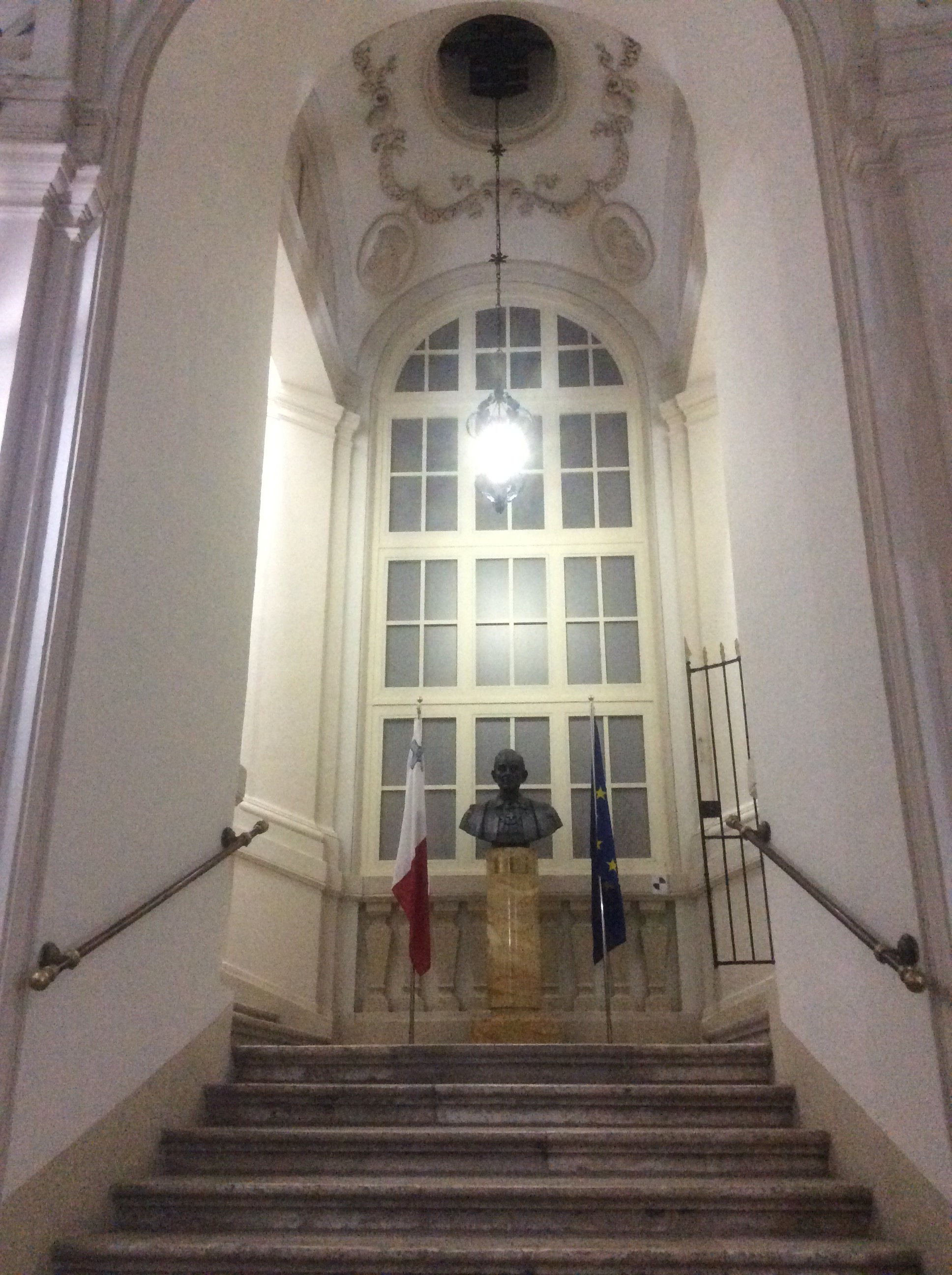
連接馬爾他國家圖書館與敦·卡姆·普塞拉的紀念碑的樓梯
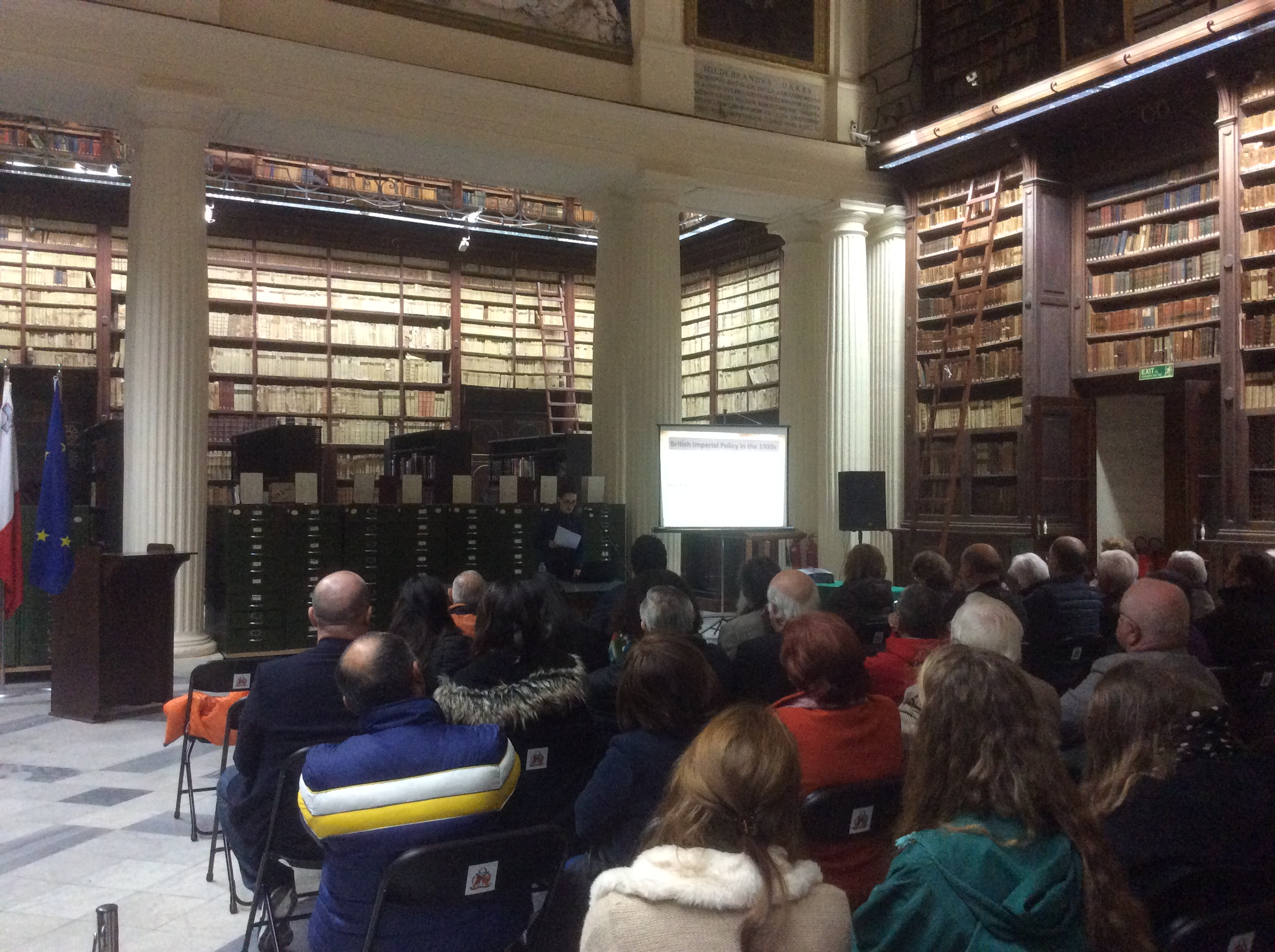
馬爾他國家圖書館的公開講座
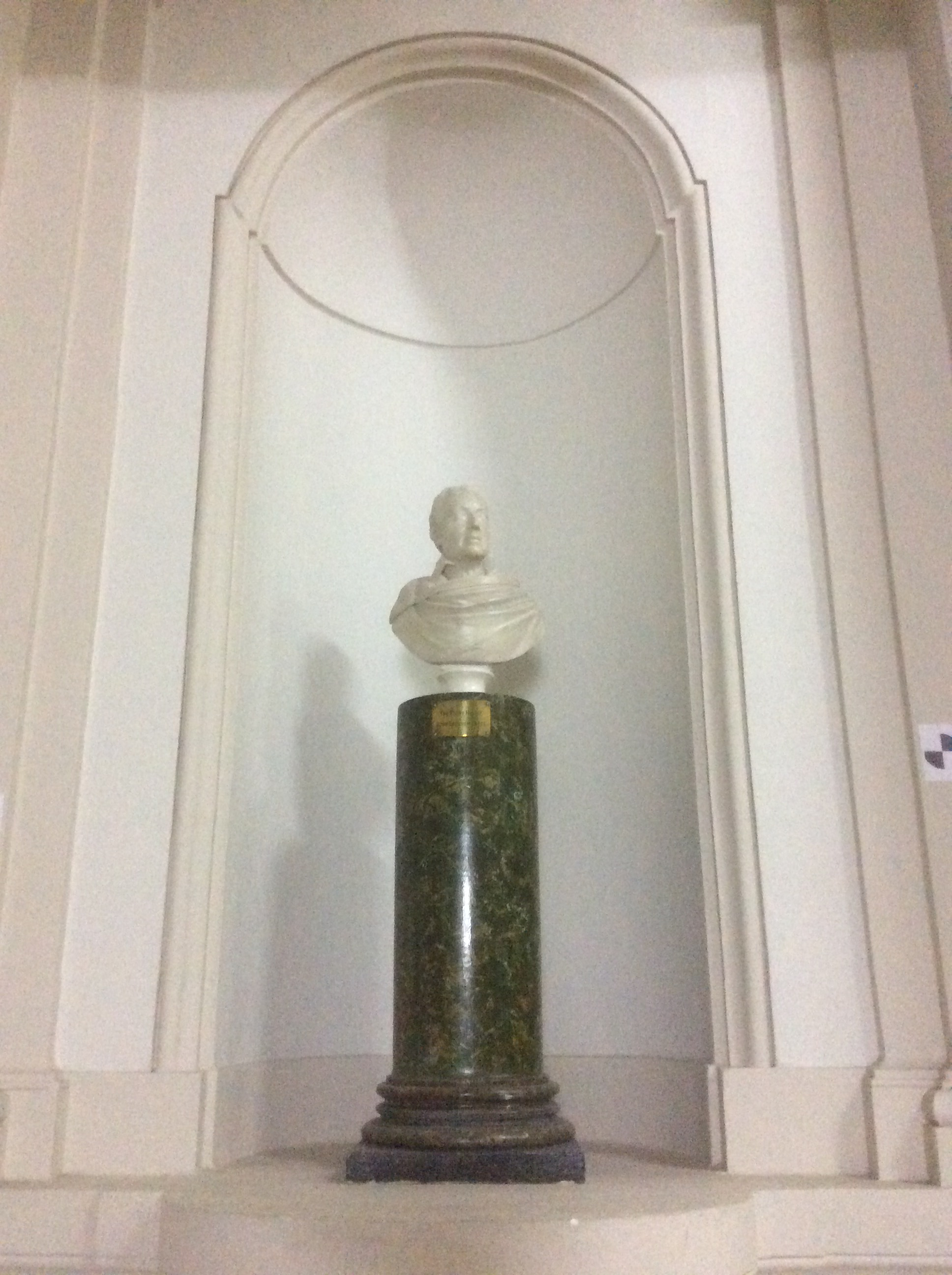
拉爾夫·阿貝科洛姆比（英语：Ralph Abercromby）的紀念碑
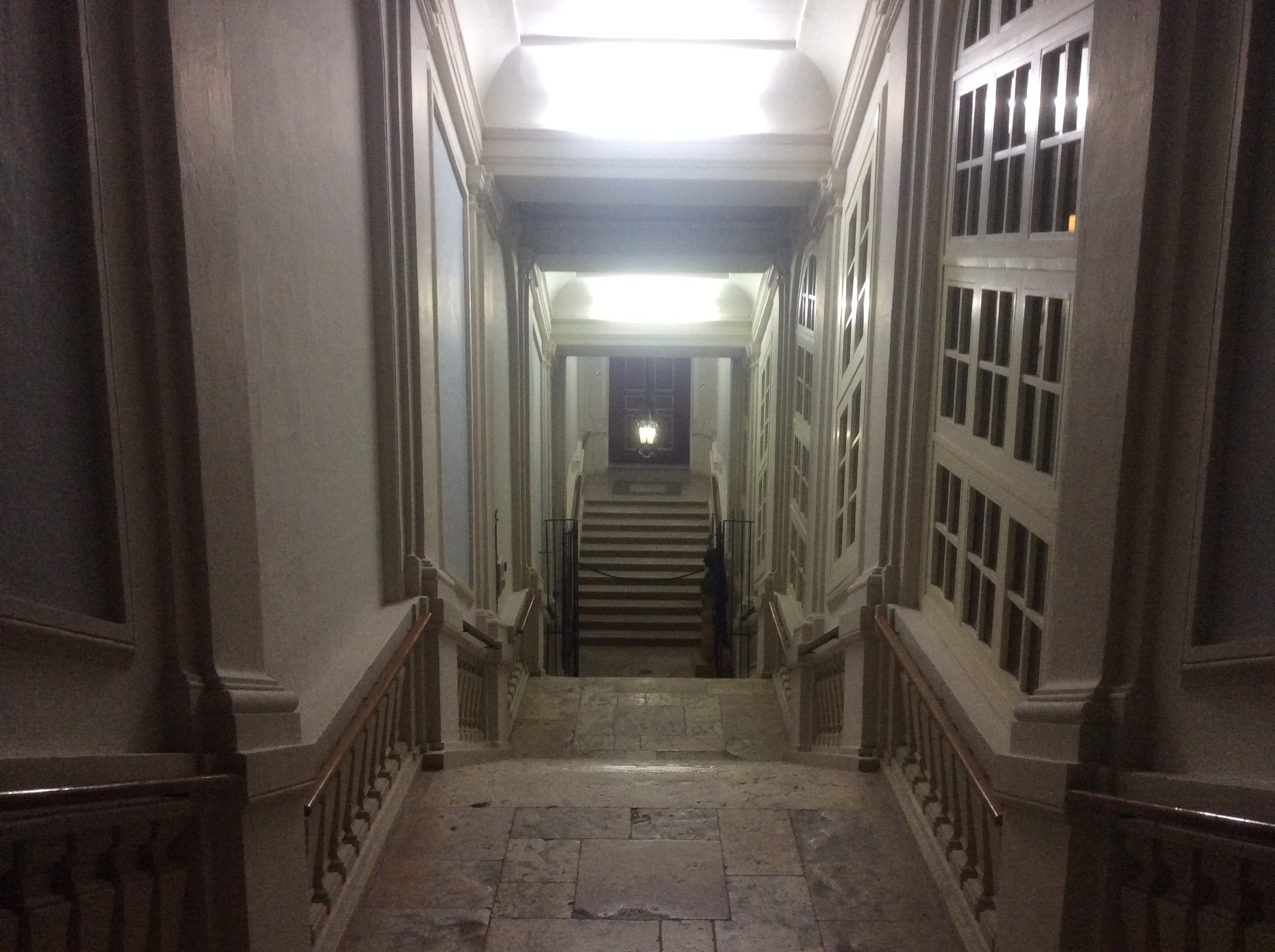
主樓梯

## 延伸閲讀
- Falzon, Mark Anthony. . 2015-08-02  [2019-08-18]. （原始内容存档于2016-11-16）. （页面存档备份，存于）

## 外部連結
- 官方網站 （页面存档备份，存于）
- 馬爾他國家圖書館的Facebook專頁